# Sant'Andrea Apostolo dello Ionio
Sant'Andrea Apostolo dello Ionio è un comune italiano di 1 688 abitanti della provincia di Catanzaro in Calabria.

## Geografia fisica
Sant'Andrea è situato nella parte meridionale della provincia di Catanzaro.
I confini del comune di Sant'Andrea sono a nord con il fiume Alaca. ad est con il mar Ionio, a sud con il fiume Salùbro e ad ovest con i contrafforti dell'Appenino Calabro con i monti Lancina, Mancipa, Pecoraro. Il paese sorge sui colli di Maddalena, Lipontana e Cerasia.

### Territorio
Il territorio del paese, attualmente, parte dal livello del mare con Sant'Andrea Marina e arriva fino all'altitudine di 1.110 m s.l.m.
Sant'Andrea Superiore, all'altezza della Casa comunale, è posto a 330 m s.l.m.

## Storia

### I territori dello Ionio nel periodo greco-romano e nell'alto medioevo
Durante il periodo della Magna Grecia la regione era ricca e prospera.
I Romani, sconfitto Pirro (275 a.C.), occuparono i territori ionici e questa occupazione segnò la decadenza economica degli stessi territori.
Le popolazioni ioniche, quando Annibale scese in Italia (218 a.C.), si misero dalla parte del Cartaginese. I Romani, debellato il pericolo cartaginese, infierirono contro le popolazioni che avevano aiutato Annibale. Le terre, per la dispersione della popolazione e per le cattive condizioni economiche della stessa popolazione, divennero latifondi in mano alle grandi famiglie romane.
Durante il basso Impero fu costruito un castello, il Cocinto, a difesa delle invasioni barbariche.
Non si sa per certo dove sorgesse il castello. Alcuni lo localizzano nell'antica Cecina, oggi Satriano, altri sulla punta di Stilo, per altri, infine, nell'odierna Sant'Andrea e sui resti del fortilizio romano sarebbe sorto il castello del XVI secolo.
Il latifondo, frattanto, con la sua economia fondata sullo sfruttamento del territorio, determinò, nel tempo, l'abbandono di molti villaggi da parte delle popolazioni locali e conseguentemente le terre finirono per essere progressivamente coperte di vegetazione spontanea.
La zona tra i fiumi Alaca e Salubro fino al IX secolo si presentava, pertanto, incolta e selvatica.
I monti erano ricoperti da foreste ricche di querce, faggi e altre piante selvatiche; le zone collinari verso la marina, invece, erano verdeggianti per piante arbustive come mirtilli, corbezzoli.

### Nasce il paese

#### La leggenda del pastore Adriano
Si tramanda che il primo nucleo del paese risalirebbe intorno all'anno Mille e sarebbe nato attorno alla modesta abitazione di un mandriano, originario di Badolato, di nome Adriano.
Notizie in parte storiche e in parte alterate unite ad invenzioni popolari fantastiche raccontano che il mandriano Adriano portasse il suo gregge al pascolo verso la zona dell'attuale paese. Quando in inverno era impossibilitato a tornare a Badolato per le inondazioni del fiume Salubro si fermava presso una capanna che si era costruito.
La capanna sarebbe divenuta, in seguito, una modesta abitazione e attorno a questa abitazione sarebbero sorte altre case fino a formare un piccolo casale, il primo nucleo dell'odierna Sant'Andrea.

#### La realtà storica

##### I basiliani
In realtà nell'VIII secolo, in seguito alla persecuzione iconoclasta (Iconoclastia), molti monaci dell'ordine di San Basilio, diffuso nel Medio Oriente ed in Grecia, si rifugiarono in Sicilia.
Per fuggire agli arabi che proprio nell'VIII secolo conquistarono l'isola, i basiliani furono costretti a passare in Calabria arrivando sulle colline dei litorali dello Ionio e del Tirreno.
Nella zona ionica si ritirarono molti monaci basiliani e si insediarono a Monasterace, a Stilo e in diversi altri luoghi della zona ionica.
Un piccolo gruppo si stabilì sul pendio di una collina fra i fiumi Alaca e Salubro come attestano alcuni ruderi di un cenobio basiliano e come possono testimoniare i ruderi della chiesetta di San Nicola e di alcune mura presso la Villa Condò.

##### I greco-ortodossi
Verso la fine del X secolo le scorrerie dei Saraceni e le incursioni normanne fecero fuggire le popolazioni dalla costa per rifugiarsi in luoghi più alti.
La fondazione di Sant'Andrea Apostolo dello Ionio, secondo alcuni autori, dovrebbe risalire ad un periodo compreso tra il 981 e il 1010, ad opera di greco-bizantini che fuggivano da un casale e da un monastero posto nei pressi del fiume Assi, nel territorio di Monasterace, depredato dai Saraceni e raso al suolo dai Normanni. Il casale aveva nome Sant'Andrea Apostolo sull'Assi.
I fuggiaschi, assieme ai basiliani del cenobio di San Nicola avrebbero fondato, così, il casale di Sant'Andrea Apostolo dello Ionio.
Il nuovo casale nasce come casale appartenente al territorio di Badolato.

### Il Medioevo
Nel 1044 giunsero in Calabria i Normanni e anche il territorio di Sant'Andrea passò sotto la loro dominazione, assieme al casale.
Il territorio acquistò grande importanza quando vicino al casale di Sant'Andrea sorse la Grancia della Certosa di San Bruno.
Nel periodo che va dall'anno Mille fino 1400 il territorio di sant'Andrea fu sotto il dominio dei Normanni e poi degli Svevi.
Con la fine della casa Sveva nel 1266 seguì un lungo periodo durante il quale gli stati meridionali furono contesi, con alterne fortune da Angioini ed Aragonesi.
Di grande importanza in questo lungo periodo saranno, per il territorio di Sant'Andrea, le vicende legate alla Grancia della Certosa di San Bruno.

#### La Grancia tra Certosini e Cistercensi

##### I Certosini di Serra San Bruno e la Grancia
Nel 1156, Malgerio di Altavilla, figlio del normanno Ugone, dopo che i monaci Basiliani ebbero abbandonato il territorio di Sant'Andrea, concesse la chiesa di San Nicola, i relativi beni e il casale ai monaci certosini che vivevano nella Certosa fondata da San Bruno nella zona dell'attuale paese di Serra San Bruno.
Nella donazione era compreso anche l'annesso casale di origine basiliana.
Secondo altre fonti i Certosini avrebbero fondato, nel 1131, sul luogo del casale una “grancia” che nel tempo diverrà il palazzo Scoppa.
Il termine “Grancia” indica “una dipendenza da una Certosa, con una o più una celle dove trovano alloggio uno o più monaci per curare i beni del Cenobio”.
La Grancia sarebbe così diventata il centro della vita sociale del casale.
Vicino alla grancia fu anche eretta la prima chiesa matrice di Sant'Andrea, dedicata a Santa Caterina di Alessandria d'Egitto.

##### I Cistercensi
Nel 1192 i Certosini erano dilaniati da discordie interne. La Certosa aveva assunto una grande importanza economica considerata la sua vastità che aveva raggiunto i 3.000 ettari. L'importanza politico-economica della certosa aveva determinato, nel tempo, la conseguente perdita di valori morali da parte dei Certosini stessi, causando le discordie interne.
Per questo motivo il papa tolse loro l'eremo di Serra San Bruno che passò ai Cistercensi insieme alle diverse grancie del territorio.
Così la grancia di Sant'Andrea, nel 1193, divenne proprietà dei Cistercensi. Presso la grancia abitava il padre procuratore per la riscossione delle derrate e per la conduzione dei poderi.

##### Gli Angioini e il feudo ecclesiastico
Nel XIII secolo, con la fine del regno degli Svevi, subentrarono gli Angioini che organizzarono il territorio secondo i principi feudali. Il territorio di Sant'Andrea rientrava nel feudo laico di Badolato, ma la grancia e i suoi poderi seguitarono ad appartenere al feudo ecclesiastico.

##### I Certosini
I Cistercensi rimasero a Sant'Andrea fino al 1513, quando Leone X Medici restituì la Certosa di Serra San Bruno ai Certosini.
I monaci Certosini, al loro ritorno, ampliarono la grancia di Sant'Andrea e a quel tempo risalgono il portone e il cortile attuali.
I Certosini ebbero il possesso della grancia fino a qualche anno dopo il 1783, anno di un catastrofico terremoto.
A causa del terremoto e delle vicende politiche la certosa finì per essere spogliata di tutti i suoi beni.

##### La soppressione della Certosa di San Bruno e la fine del feudo ecclesiastico
Infine i Certosini perdettero tutti i loro possedimenti a Sant'Andrea nel 1808, quando Gioacchino Murat soppresse la Certosa di San Bruno. Infatti l'Impero napoleonico aveva decretato la fine di tutti i benefici e possedimenti ecclesiastici che venivano incamerati dallo Stato. Non toccarono, tuttavia, un'opera dei Certosini, il portale (e dunque l'edificio) di Palazzo Damiani, eretto nel 1554, in quanto lo stemma dei Conti Damiani era palesemente di matrice francese: il Sole, l'Armigere, il Leone, i Gigli di Francia. Da ricerche relative agli Angioini, effettuate in Francia, i Damiani sarebbero i loro discendenti diretti. 
Finiva così il feudo ecclesiastico.

### Il periodo dal Quattrocento al Seicento
Nel 1458 il paese di Sant'Andrea aveva circa 800 abitanti, tutti addetti all'agricoltura.
Dal 1483 il feudo laico passò alla famiglia dei Toraldo, e quindi sotto la giurisdizione di Badolato, e durante il loro dominio fu alzato il castello sulle rovine del “castrum romanun”.
A partire dai primi anni del Cinquecento, con il Regno di Napoli, e quindi anche il territorio di Sant'Andrea, era passato sotto il controllo della corona spagnola che vi istituì un Vicereame sotto i Gallelli di Badolato.
Nel XVI secolo, le incursioni dei Turchi erano molto frequenti. Tuttavia i Turchi non si spinsero mai entro l'abitato che risultava molto ben protetto e ben difendibile, grazie alla sua struttura a fortilizio. Le marine, invece, erano indifese e i Turchi vi potevano imperversare bruciando messi e raccolti e catturando giovani uomini e giovani donne da vendere al mercato degli schiavi.
Carlo V, imperatore del Sacro Romano Impero e Re di Spagna, per far fronte a questa situazione, creò un sistema di castelli a difesa delle coste, utilizzando vecchie fortificazione o facendo costruire di nuove. Affidò, quindi, a al feudatario Toraldo di Ravaschiera la costruzione del castello, che avvenne, probabilmente, tra il 1532 e il 1537, data che si trova incisa su una pietra murata nella chiesa madre sorta sopra le rovine del castello.
Il castello aveva forma quadrangolare con quattro torri (ne rimane una sola). Sul frontale del portone era lo stemma baronale che ora si vede su una parete del campanile della chiesa matrice.
Ciò nonostante le incursioni piratesche continuarono per tutto il Seicento.
Nel Seicento ha particolare rilevanza la famiglia Jannoni che possedeva (e tuttora possiede) un bel palazzo secentesco, ampliato poi nel Settecento e nell'Ottocento, al limitare del paese verso il Castello.

### Il Settecento
Nel maggio del 1734, il Regno di Napoli (e quindi anche il territorio di Sant'Andrea) passò sotto la dinastia dei Borbone con Carlo III.
A Sant'Andrea nel XVIII secolo vivono importanti famiglie nobiliari, alcune legate alla corte spagnola, proprietarie di interessanti palazzi padronali. Diversi rappresentanti di queste famiglie furono impegnati in campo ecclesiale, altri eccelsero in campo culturale ed intellettuale, come, in particolare Saverio Mattei.
Saverio Mattei in realtà era nato a Montepaone nel 1742, ma visse a Sant'Andrea per morire a Napoli nel 1795. Avvocato, scrittore di opere religiose e laiche, figura illustre nel campo musicale, ebbe rapporti epistolari con Metastasio ed altri uomini di cultura dell'epoca. Lavorò, ricoprendo importanti ruoli, nell'amministrazione del Regno di Napoli.
Nel Settecento le incursioni saracene diradarono fino a cessare.
Nel 1775, con decreto del re Ferdinando IV, che continuava l'opera di abolizione del feudalesimo iniziata dal padre Carlo III, si pose fine al feudo laico.
Il popolo eresse, per gratitudine, una statua di ghisa nella piazza Malajra dove rimase fino al 1860, anno in cui fu deposta dai patrioti andreolesi e posta in una cantina.

### L'Ottocento

#### I Turchi
Per un breve periodo, tra il 1800 e il 1805, i Turchi tornarono a minacciare le coste joniche, a causa delle incertezze e della confusione politiche. Le minacce cessarono con il consolidamento del Regno dei Borboni.
Tuttavia l'ultima incursione turca sulle coste di Sant'Andrea avvenne il 15 agosto 1815. Nell'occasione fu rapito un giovane andreolese.

#### I Francesi
Il 4 ottobre del 1806 Sant'Andrea conobbe la violenza francese.
Nel 1805, dopo la vittoria di Austerlitz, Napoleone aveva dichiarato decaduti i Borbone dal trono di Napoli.
La Calabria fu occupate militarmente dalle truppe francesi ma incontrarono l'ostilità delle popolazioni calabre che vedevano nei Francesi i nemici della religione cattolica e temevano per l'onore delle loro donne.
La rivolta contro i Francesi scoppiò quando i Borbone ricevettero l'aiuto degli inglesi. Ma le speranze borboniche furono di breve durata perché i Francesi ripresero il sopravvento e vollero vendicarsi dell'ostilità delle popolazioni calabresi, mettendo a ferro e fuoco i paesi.
Nell'ottobre del 1806, truppe francesi raggiunsero il territorio di Sant'Andrea. Tra i francesi era anche l'allora ventitreenne Guglielmo Pepe, nativo di Squillace, che nelle sue memorie racconta l'episodio. All'arrivo delle truppe francesi, i notabili e l'arciprete si accinsero ad andare incontro ai francesi in segno di sottomissione, ma un giovane andreolese, nominato “Panzareddha”, nemico dell'oppressione, ferì l'aiutante di campo del generale francese che comandava le truppe. La reazione fu immediata e violenta. I Francesi entrarono dalla Porta Sant'Andrea e dilagarono per il paese, bruciando, uccidendo, saccheggiando, rispettando solo le case dei liberali e dei massoni; nonché, come abbiamo più su ricordato, Palazzo Damiani e relativa famiglia, le insegne del portale essendo di chiara matrice reale francese (i Damiani, in origine D'Amiens, provenivano infatti dalla Normandia, ma - come detto poco prima - pare che le origini risalgano agli Angioini). Tutt'oggi, il Palazzo presenta una cappella, in cui campeggia lo stemma di famiglia.
Le scorrerie fecero 46 morti. Dopo aver bivaccato la notte, i francesi ripresero il loro cammino, ma, giunti presso la chiesa di Sant'Andrea, come ultimo sfregio, sfondarono la porta della chiesa e portarono fuori la statua del Santo.
I soldati cominciarono a dileggiare il Santo e, racconta una leggenda, quando tentarono di gettare la statua del Santo nel burrone (ora vi è una gradinata costruita nel 1907 dal dottor Giuseppe Jannone)
non riuscirono nell'impresa poiché la Statua era diventata pesantissima. Allora un graduato, adirato, tolse gli occhi dalla statua con una baionetta e scappò via.
In seguito furono rimessi gli occhi alla statua, la stessa che, tuttora, si trova sull'altare e che viene portata in processione due volte all'anno.

#### La famiglia Scoppa
Ma il secolo XIX è segnato dalla famiglia Scoppa.
Un cavaliere, Giuseppe Scoppa di Badolato, aveva acquisito diversi latifondi nella zona di Monasterace e Cardinale e molti poderi nella zona di Badolato.
Il figlio, Pier Nicola Scoppa (1760-1840), ebbe il titolo di barone di Badolato ed ereditò i beni familiari compresa la marina di Sant'Andrea. Nel tempo estese i suoi possedimenti e comprò anche l'antica grancia di Sant'Andrea. Nelle vicinanze della grancia fece costruire un grandioso palazzo, ora sede delle suore Riparatrici, nel periodo tra il 1818 e il 1825.
Nel 1833 il palazzo fu assalito dai briganti. Il barone, con buona presenza di spirito, si nascose dietro una porta e si salvò. In segno di ringraziamento per lo scampato pericolo fece incidere l'episodio, datato 1833, della sua fuga e dell'inseguimento dei briganti sulla porticina d'argento del Sacro Ciborio, nella chiesa di Sant'Andrea.
Il figlio di Pier Nicola, Giuseppe Scoppa (1794-1857), sposò Saveria Greco, deceduta nel 1886. Da Saveria ebbe quattro figlie. Tre sposarono nobili della zona, mentre la figlia Enrichetta (1831-1910) rimase nubile e visse nel palazzo padronale di Sant'Andrea in inverno e nel Castello Scoppa di Cardinale in estate, conservando il titolo di baronessa e tutte le proprietà di Isca sullo Ionio, Cardinale e Sant'Andrea.
Enrichetta Scoppa si dedicò alla preghiera e alle opere pie. Fece costruire, nel 1897, il collegio e la chiesa dei Congregazione del Santissimo Redentore (la chiesa è dedicata al Sacro Cuore di Gesù), aiutò diversi seminaristi, elargì la dote a fanciulle povere, fece restaurare la chiesa madre e l'acquedotto di Niforio. Concesse il Palazzo alle Suore Riparatrici del Sacro Cuore, con l'impegno di fondarvi un Orfanotrofio.
La baronessa Enrichetta morì nella sua Villa Condò nel febbraio 1910, lasciando i suoi beni in eredità alla nipote Enrichetta Di Francia, sposa del marchese Armando Lucifero.
I figli di Enrichetta e del marchese Armando Lucifero furono i naturali eredi e ad oggi mantengono i loro beni di Sant'Andrea e Cardinale.

#### La mostra dell'acqua
Nel 1877 fu portata l'acqua in paese con la fontana nei pressi di palazzo Jannoni.
L'acqua era incanalata dalla località Niforio.
Nel 1925 si ebbero una serie di fontane nel e intorno al paese.

### Simboli
Lo stemma e il gonfalone sono stati concessi con decreto del presidente della Repubblica del 20 ottobre 1998.
(D.P.R. del 20 ottobre 1998)
Il gonfalone è un drappo partito di azzurro e di rosso.

## Monumenti e luoghi d'interesse

### Architetture religiose

#### San Nicola di Cammerota
Fu costruita ed officiata dai Basiliani nel IX-X secolo, nel territorio sopra Condò, nel periodo, cioè, in cui i Basiliani, dalla Sicilia, si diffusero in Calabria.
Della chiesa rimangono pochi ruderi, tuttavia si può individuare l'impianto bizantino, con l'abside volta ad oriente. Le rifiniture artistiche, invece, di origine bizantino-normanna, con influssi arabi, come le finestre in bianco e nero, risalgono all'XI secolo.
Vi avrebbero trovato sepoltura il normanno Ugone Rufo di Altavilla e la moglie. Ugone possedeva i territori di Satriano fino a Badolato.
Nel 1156, il figlio di Ugone, Malgerio di Altavilla, dopo che i Basiliani avevano abbandonato il territorio di Sant'Andrea, concesse la chiesa e i relativi beni ai monaci certosini di San Bruno.
Nella donazione è compreso anche il casale annesso del periodo basiliano.

#### Chiesa dell'Assunta al Campo
Sorge nei pressi di Sant'Andrea Marina, a Campo, vicino al torrente Salubro.
Secondo la tradizione fu costruita sul luogo dove fu trovato un quadro della Vergine.
È di difficile datazione, ma dovrebbe risalire al periodo di espansione dei Basiliani, nel IX-X secolo. Il culto dell'Assunta, infatti, fu portato in occidente dagli orientali.
Il titolo primitivo era quello di Chiesa di San Martino, che si conserva nella vicina contrada.
Presenta una struttura molto semplice, a forma quadrangolare di metri 10x13.
L'altare è rivolto ad oriente secondo l'uso orientale, l'atrio è formato da tre pilastri.
La chiesa, nei primi decenni del XII secolo passò ai Certosini della Certosa di Serra San Bruno.
Il terremoto del 1783 la distrusse in gran parte.
Ai primi dell'Ottocento il barone Pier Nicola Scoppa entrò in possesso della chiesa quando acquistò la Grancia dei Certosini in seguito alla soppressione dei beni degli ordini religiosi nel 1808, per volontà di Gioacchino Murat, re di Napoli.
Il barone fece ricostruire la chiesa e fece dipingere, o rinnovare, il quadro dell'Assunta.
La baronessa Scoppa, in seguito, concesse in donazione i terreni di San Martino e la chiesetta del Campo al Collegio dei Padri Redentoristi, da lei fondato nel 1898.
I Padri Redentoristi fecero restaurare la chiesa nel 1964, rifacendo fare il quadro della Vergine e rimodernando l'altare con marmi portati da altra chiesa.
Il 15 agosto nella chiesa si celebra la festa dell'Assunta.
Anticamente, durante la festa, si svolgeva anche la fiera degli animali in seguito soppressa per le frequenti risse tra andreolesi e ischitani.

#### Chiesa di Tutti i Santi (detta anche Santa Caterina d'Alessandria)
La chiesa di Tutti i Santi fu la prima chiesa matrice di Sant'Andrea, vicino alla quale sorgeva la Grancia di Tutti i Santi.
Fu fondata nel 1114 ad opera dei Certosini e fu la prima chiesa di rito latino nel territorio di Sant'Andrea.
Era conosciuta, anche, con il nome di Santa Caterina di Alessandria d'Egitto. Il culto della santa martire era molto diffuso nella zona.
Dal 1806 non fu più utilizzata perché fatiscente.

#### Sant'Andrea Apostolo

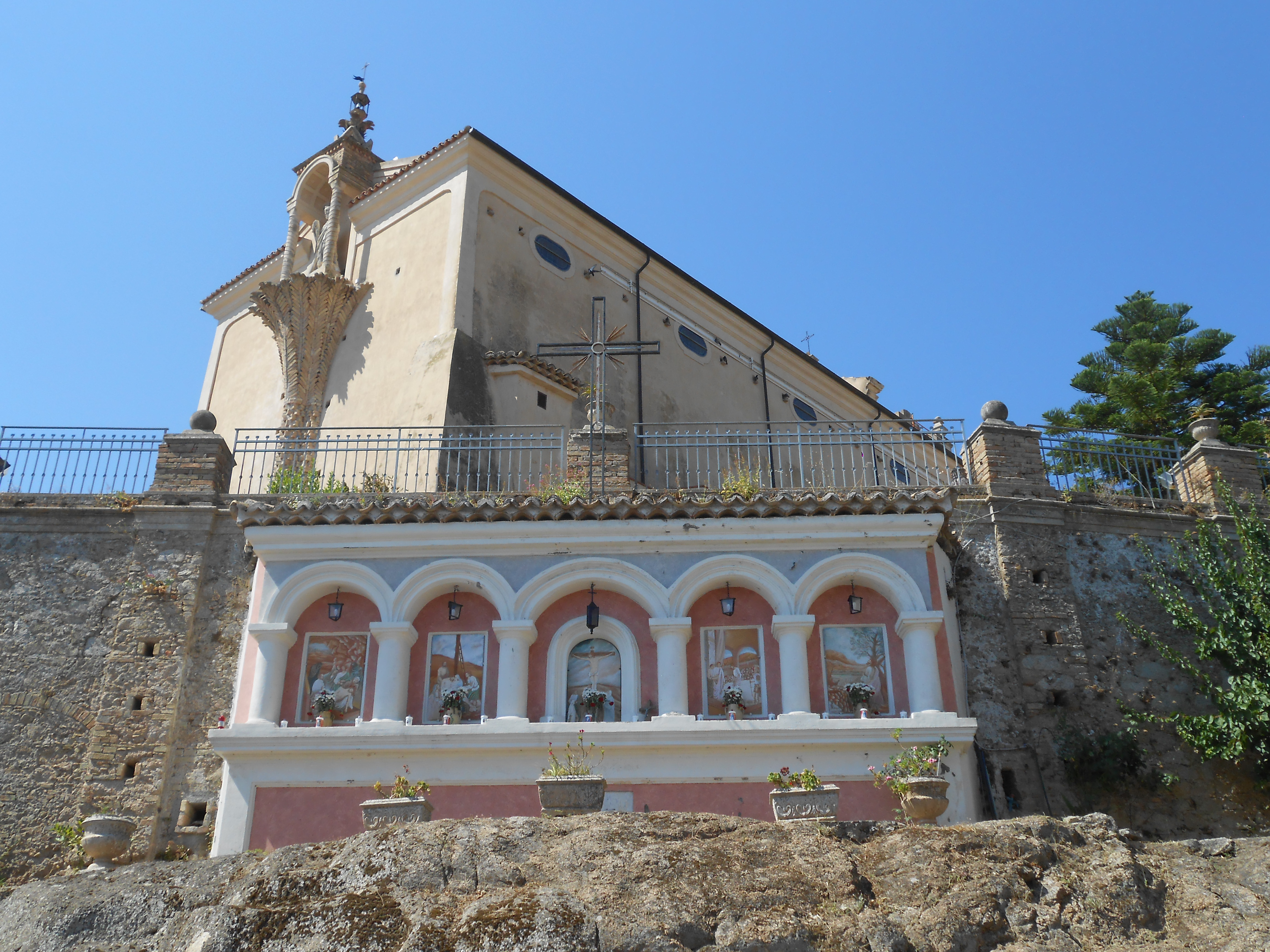
Il retro della chiesa di Sant'Andrea Apostolo visibile anche dal mare

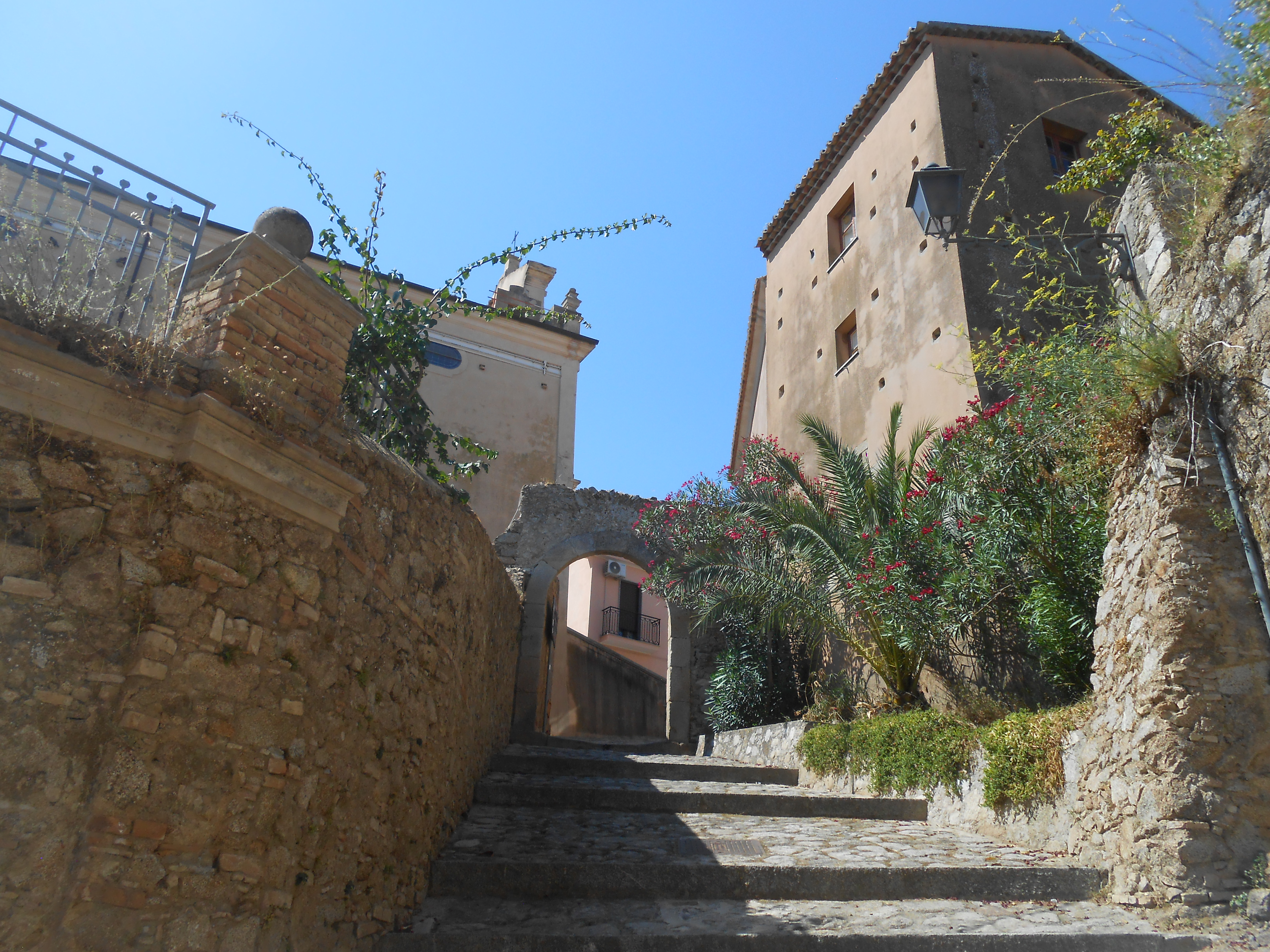
scalinata di accesso alla chiesa di Sant'Andrea Apostolo e quello che resta di una porta di accesso alla città

La chiesa è dedicata a Sant'Andrea apostolo, patrono del paese.
Andrea di Betsaida, pescatore del lago di Tiberiade, fu uno degli apostoli di Gesù. Il culto del santo era di origine greca e si era diffuso nell'area di Monasterace e Badolato ad opera dei Basiliani.
Secondo alcuni autori la costruzione della chiesa sarebbe stata ultimata nel 1737.
Ma altri riportano l'origine della chiesa ad epoche molto più lontane. La chiesa, infatti, dovette essere costruita, sia pure in forme diverse, con il nascente abitato che prese in seguito nome di Sant'Andrea apostolo dello Jonio.
Un documento del 1131 riporta, infatti, per la prima volta l'esistenza di Sant'Andrea Apostolo dello Jonio, il che fa supporre l'esistenza, oltre che del casale, anche della chiesa da cui prende nome il casale stesso.
Anche la statua di Sant'Andrea risalirebbe ad epoche antichissime in base a un'iscrizione trovata durante il restauro seguito all'oltraggio subito dalla statua da parte dei Francesi nel 1806.
La statua presenta un particolare interessante per stabilire la sua antica origine. Infatti il santo presenta tre simboli, due “normali” come la croce e i pesci, uno “singolare” come il libro che porta nella mano sinistra. Questo libro potrebbe far riferimento ai “Vangeli di Sant'Andrea”, ricordati tra i vangeli apocrifi. Il particolare richiama l'antica tradizione orientale relativa ad un vangelo attribuito al santo, tradizione di cui lo scultore avrebbe tenuto conto.
La data del 1757, incisa sul nuovo portale di granito, indica che in quell'anno la chiesa fu restaurata o ingrandita.
L'interno è ad una navata.
L'altare, in stile barocco, risale al Settecento.
La porticina della custodia, in argento, sull'altare, è un ex voto del barone Pier Nicola Scoppa per lo scampato pericolo durante un assalto dei briganti al suo palazzo nel 1833.
La custodia contiene un frammento osseo, reliquia del corpo di Sant'Andrea. Non si sa da quanto tempo la chiesa possegga questa reliquia.
Nel 1893, la facciata fu arricchita con un ornamento architettonico, in cui fu inserita la campana (il campanile fatiscente fu demolito) e fu costruita la nuova volta.
Nel 1927 fu decorata con interessanti affreschi ad opera dei pittori Zimatore e Grillo.
Conserva la statua del santo. Anche la statua di Sant'Andrea, come la chiesa, risalirebbe ad epoche antichissime in base a un'iscrizione trovata durante il restauro seguito all'oltraggio subito dalla statua da parte dei Francesi nel 1806.
La statua presenta un particolare interessante per stabilire la sua antica origine. Infatti il santo presenta tre simboli, due “normali” come la croce e i pesci, uno “singolare” come il libro che porta nella mano sinistra. Questo libro potrebbe far riferimento ai “Vangeli di Sant'Andrea”, ricordati tra i vangeli apocrifi. Il particolare richiama l'antica tradizione orientale relativa ad un vangelo attribuito al santo, tradizione di cui lo scultore avrebbe tenuto conto.
Nel 1970 furono fatti l'attuale pavimento in marmo e gli amboni.
Esterno
Nel 1908 furono costruite la scalinata e la villa adiacente.
Nel 1952, nella parte absidale esterna, fu appoggiata, su un pilastro a forma di palma e coperta da baldacchino, una statua marmorea di Sant'Andrea. In precedenza, al posto della statua marmorea, era una statua di Sant'Andrea in trono custodita nello stipo a destra dell'ingresso della chiesa. Detta popolarmente “Sant'Andrea Assettatu”. La statua era di cartapesta ed era stata commissionata dopo che i Francesi, nel settembre 1806, avevano cavato gli occhi alla statua storica. In seguito fu restaurata. Quando fu creato il pilastro a forma di palma, nella parte absidale esterna, vi fu posta la statua di cartapesta che con il tempo si deteriorò. Fu sostituita, così, intorno al 1965, con l'attuale statua di marmo commissionata dagli amministratori della Congrega del Patrono alla Casa d'arredi sacri Plinio Frigo di Vicenza.

#### Santi Apostoli Pietro e Paolo
È la chiesa matrice. Sorge sul punto più alto del vecchio paese.
Nel 1569 la chiesa era inserita entro le mura del castello fatto costruire dall'imperatore Carlo V.
Nel 1725 tutto il castello fu trasformato in chiesa con lavori che andarono dal 1719 al 1725 utilizzando le mura esterne del castello. Nel 1860 la chiesa fu restaurata, consolidata e prolungata con l'aggiunta del presbiterio e dell'abside. Inoltre fu innalzato il cupolone e fatta la volta a tutto sesto, in tutto in stile rinascimentale. Ai lavori contribuì, con grande munificenza, la baronessa Enrichetta Scoppa.
Il campanile era stato eseguito in parte nel 1781 ma fu terminato solo alla fine dell'Ottocento.
Nel 1954 la chiesa fu rinforzata dopo le lesioni subite nel terremoto del 1947.
Tuttavia, il 3 febbraio 1965, fu chiusa perché ritenuta pericolante. Il 27 ottobre si iniziò la demolizione, nonostante i risentimenti di parte dell'opinione pubblica. La chiesa settecentesca aveva una sua notevole bellezza architettonica. L'ingresso prospettava sull'attuale piazza Saverio Mattei e non come ora, sul tratto finale di via Belvedere. Si accedeva alla chiesa attraverso una maestosa scalinata a due rampe.
Il 24 settembre 1972, la nuova chiesa fu consacrata dal vescovo di Squillace, monsignor Armando Fares.
La chiesa attuale ha tre navate e un ampio matroneo. Dietro l'altare è un bel mosaico raffigurante il Cristo che ascende al cielo.
Nella cappella lungo la navata sinistra è un pregevole altare del 1700, in marmo policromo istoriato, tipico della cultura artistica meridionale del sei-settecento. È la riproduzione fedele dell'altare della Congrega del Santissimo Sacramento che si trova nella chiesa del Sacro Cuore di Gesù dei Padri Redentoristi.
Nella cappella al termine della navata di sinistra si conserva una pregevole tela, raffigurante l'Immacolata, attribuita al grande pittore seicentesco Mattia Preti, nato a Taverna, che presumibilmente ha lasciato addirittura il suo autoritratto in un angolo della tela.
Lungo il muro della navata destra è la lapide della sepoltura di Mariantonia Samà, detta la “monachella di San Bruno” traslata nella Chiesa nel 2003.

#### Santa Maria in Arce
La chiesa di Santa Maria in Arce fu fondata nel 1629, sotto il patronato della famiglia Greco.
Crollata nel 1783 a causa del terremoto fu ricostruita nel 1850, ad opera del sacerdote Bruno Dominijanni.
Dietro la chiesa si seppellivano i bambini morti senza battesimo.
Nel 1914 vi furono istituiti l'oratorio festivo e la scuola di catechismo, animate dal sacerdote Bruno Cosentino.
Alla sua opera si deve la costruzione della sala (1931) e il teatro Domenico Savio (1934).
Nel 1932 l'oratorio è divenuto sede dell'Azione Cattolica.
In seguito, nel 1955 la chiesa fu ricostruita, poiché lesionata dal terremoto del 1947.
Vicino alla chiesa fu realizzato anche il campo sportivo.

#### San Nicola
La chiesa, da non confondere con quella di San Nicola di Cammerota, fu edificata, nel 1746 dalla famiglia Parise.
Era appoggiata alla chiesa di Santa Caterina (o di Tutti i Santi).
Andò distrutta nel 1976. La statua di San Nicola ora è nella chiesa matrice.

#### Sacro Cuore di Gesù
La costruzione fu costruita nel 1897 (come si può leggere sul fermaglio di ferro sul pavimento all'ingresso della chiesa) per la munificenza della baronessa Enrichetta Scoppa nel complesso del Collegio dei Padri Redentoristi dell'ordine fondato da sant'Alfonso de' Liguori.
Si tratta di una grande e luminosa chiesa in stile composito neorinascimentale, barocco e neoclassico, di notevole bellezza sia all'interno sia all'esterno.
L'interno è a tre navate. La navata centrale è scandita da 14 colonne mentre il presbiterio è caratterizzato da 10 colonne. Nel presbiterio è l'altare maggiore in marmo policromo. La balaustra che divide il presbiterio dalla navata fu costruito in periodo posteriore.
Il “coro grande” fu inaugurato nel 1909, mentre il trono del Sacro Cuore di Gesù è del 1929, opera di un mastro locale, Saverio Armogida, padre dell'architetto Francesco Armogida che progettò il trono.
Sopra i sei altari, in marmo policromo, furono costruite sei nicchie, da artigiani locali, per ospitare le statue di Sant'Alfonso (prima statua navata destra), di San Gerardo, di Sant'Antonio di Padova, dell'Immacolata, di San Giuseppe, Sant'Enrico, di San Francesco Saverio.

#### Cappella di Palazzo Scoppa
La cappella di palazzo Scoppa si apre sul cortile del palazzo stesso.
Vi si conservavano due pitture raffiguranti una San Bruno genuflesso davanti al papa Urbano II e l'altra San Bruno mentre dà la regola ai suoi frati.
Le due pitture furono distrutte per aprire la nicchia della Madonna di Lourdes e disporre il coretto laterale delle suore.
La cappella fu costruita in seguito ai lavori di restauro e ampliamento della Grancia voluti dal barone Pier Nicola Scoppa dopo che ebbe acquistato la Grancia e il suo territorio nel 1806, dopo la confisca dei beni degli ordini religiosi da parte del Regno di Napoli, sotto Gioacchino Murat.
I lavori, effettuati rispettando la struttura cinquecentesca della Grancia, si svolsero tra il 1818 e il 1825. Nacque così grandioso palazzo al quale il barone fece aggiungere il superbo loggiato che domina la marina.

#### Cappella del Purgatorio
Si trova in via Grande del Seggio. Attualmente è deposito della congrega del SS. Sacramento.

#### Tempietto di Santa Barbara
Si trattava di un tempietto in piazza Malajra dedicato a San Sebastiano e Santa Barbara.
La chiesetta fu ridotta, dopo il 1860, ad abitazione prima, a casa del Fascio dopo e infine ad Uffici comunali.

#### San Rocco
La cappella è un oratorio che sorge nella piazzetta antistante la chiesa di Sant'Andrea.
Il titolo era quello di San Leonardo e conservava, presso l'altare, la statuetta in legno del santo.
Quando la baronessa Scoppa fece ricostruire la chiesetta, vi collocò anche una scultura di San Rocco perché tenesse lontane le pestilenze dal paese.

#### Cappella della Villa della Fraternità
La cappella sorge accanto alla Villa della Fraternità.
La Villa della Fraternità nasce nel 1957, nelle vecchie case popolari costruite dopo l'alluvione del 1935. queste case furono concesse dal Comune al sacerdote Edoardo Varano, promotore della casa di accoglienza per anziani, denominata, appunto, Villa della Fraternità. La prima casa di accoglienza e riposo per anziani fu aperta nel gennaio 1961.
In seguito furono effettuati lavori di ampliamento del Nuovo Edificio e fu edificato il Centro Medico e la nuova Villa fu aperta il 27 marzo 1976.
Museo della Memoria
Ospita una raccolta di attrezzi della civiltà contadina e alcune ricostruzioni di ambienti della tipica casa rurale e delle botteghe artigiane.

## Società

### Evoluzione demografica
Abitanti censiti

### Istituzioni, enti e associazioni
Sant'Andrea Apostolo dello Ionio fa parte di:
- Unione dei Comuni del Versante Ionico - Comuni membri: Cardinale, Davoli, Guardavalle, Badolato, Santa Caterina dello Ionio, Sant'Andrea Apostolo dello Ionio, San Sostene, Isca sullo Ionio

## Geografia antropica

### Frazioni

#### Sant'Andrea Marina
Scendendo verso il mare si è andato sviluppando un insediamento molto popoloso, ricco di negozi di vario genere e particolarmente animato nel periodo estivo, designato come Sant'Andrea Marina.
Nella zona attualmente occupata dal nuovo insediamento, fino alla metà del 1900, si apriva un ampio territorio agricolo a ridosso delle profonde e ampie spiagge del mare. Il territorio era, ed è attraversato dalla strada statale 106.
Gran parte del territorio agricolo, appartenente alla famiglia dei marchesi Lucifero, legati alla famiglia Scoppa (vedi Sant'Andrea superiore), era coltivato estensivamente ad agrumeti ed oliveti ed erano presenti anche alcuni vigneti.
La produzione più caratteristica era legata alle piante di gelso che rifornivano la materia prima per l'attività della tessitura della tela alle donne andreolesi. Questa attività fu molto importante sin dai dall'antico medioevo e continuò fino al 1900.
Dal punto di vista degli insediamenti umani esisteva solo la stazione ferroviaria, la fornace di cui si possono ancora vedere le rovine salendo verso il colle, la palazzina dell'Azienda agricola dei Lucifero. Poi qualche magazzino e qualche casetta.
Il territorio cominciò a popolarsi dopo il terremoto del maggio del 1947, accogliendo quegli andreolesi che, avendo perso l'abitazione nel paese, ricevettero accoglienza nelle nuove abitazioni costruite lungo la strada litoranea.
Un nuovo impulso allo sviluppo della zona si ebbe dopo l'alluvione del 1951 che determinò la necessita di costruire nuove case popolari per accogliere gli alluvionati. Uno dei primi nuclei abitativi fu inaugurato da Alcide De Gasperi, allora Capo del Governo.
Il nuovo insediamento cominciò a popolarsi piano piano. Molte famiglie che vivevano a Sant'Andrea si trasferirono verso la marina.
La costruzione della chiesa di San Raffaele Arcangelo, iniziata nel … e terminata nel … segnò la definitiva trasformazione dell'insediamento in un centro “autonomo”, con la sua piazza antistante la chiesa e l'edificio del Municipio ausiliare della Marina. La chiesa nel 1961 divenne parrocchia.
Attualmente Sant'Andrea Marina si è allargato grazie alle nuove costruzioni che accolgono sia la popolazione del luogo sia molte famiglie vengono a trascorrere le vacanze sullo splendido mare della zona.
Nel lungomare si sono sviluppati due interessanti Villaggi Vacanza e quattro stabilimenti balneari.

## Amministrazione
| Periodo           | Periodo           | Sindaco             | Partito                         |  |
| ----------------- | ----------------- | ------------------- | ------------------------------- |  |
| 21 novembre 1993  | 18 marzo 1995     | Nino Stefanucci     | Democrazia Cristiana            |  |
| 19 novembre 1995  | 16 aprile 2000    | Francesco Cosentino | Lista Civica                    |  |
| 16 aprile 2000    | 4 aprile 2005     | Maurizio Lijoi      | Lista civica di centro-sinistra |  |
| 4 aprile 2005     | 29 marzo 2010     | Maurizio Lijoi      | Lista civica di centro-sinistra |  |
| 29 marzo 2010     | 31 maggio 2015    | Gerardo Frustaci    | Lista civica                    |  |
| 31 maggio 2015    | 21 settembre 2020 | Nicola Ramogida     | Lista civica Arcobaleno         |  |
| 21 settembre 2020 | in carica         | Nicola Ramogida     | Lista civica Arcobaleno         |  |

Archivio storico delle Elezioni Amministrative di Sant'Andrea Apostolo dello Ionio a partire dal 1993

### Gemellaggi
- Antey-Saint-André
- Breda di Piave, dal 2015